# Петлюровка

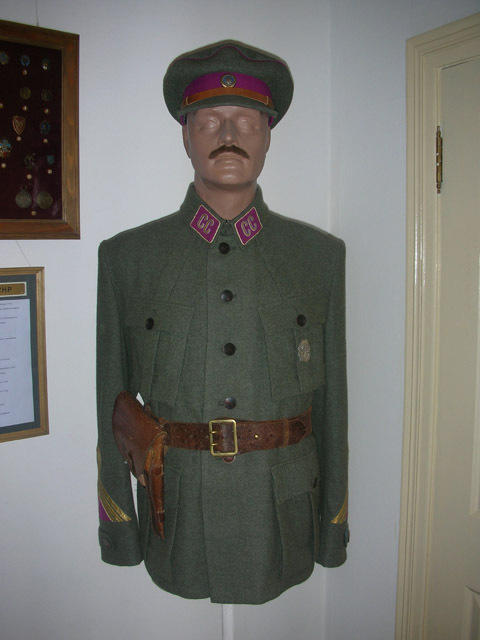
Мундир полковника сечевых стрельцов Армии УНР. В качестве головного убора используется петлюровка.

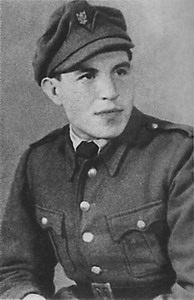
Украинский повстанец в бандеровке (головной убор, объединяющий элементы мазепинки и петлюровки).

Киевлянка  (укр. київлянка) или петлюровка (укр. петлюрівка) — мягкая фуражка английского образца, введённая в украинской армии гетманом Павлом Скоропадским. Использовалась Армией Украинской Народной Республики; также заменила мазепинку Украинской Галицкой Армии после объединения последней с армией УНР.
Киевлянка была введена распоряжением Диктатора № LXXIV от 18 августа 1919 года. Она состояла из околыша («обруча»), тульи («головача»), козырька («дашка»), подбородочного ремешка («подбородка») и шапочного знака («отличия»). Околыш (4,5 см высотой) должна была украшать нашивка из сукна цвета рода оружия 3 см в ширину. Тулья состояла из донышка, выходившего на 3 см за околыш, и «приверха» 5 см шириной для совмещения тульи с околышем. Подбородочный ремень — суконный, 12 мм в ширину — должен был крепиться к околышу с помощью металлических пуговиц (серого металла для «мужичья», желтого — для старшин). У военнослужащих пехоты, артиллерии, конницы, технических войск и
обоза на пуговицах шапки должен был размещаться номер части (полка), в других родах оружия они должны были быть гладкие. Для генералов устанавливался золотистый ремешок.